# Reprezentacja Hiszpanii w piłce nożnej plażowej mężczyzn
Reprezentacja Hiszpanii w piłce nożnej plażowej – najbardziej utytułowany zespół beach soccerowy w Europie. Dotychczas reprezentacja ta dwojaki zwyciężała w Mistrzostwach Europy.

## Mistrzostwa Świata
- 1995 - nie uczestniczyła
- 1996 - nie uczestniczyła
- 1997 - nie uczestniczyła
- 1998 - faza grupowa
- 1999 - ćwierćfinał
- 2000 - 3 miejsce
- 2001 - ćwierćfinał
- 2002 - faza grupowa
- 2003 - 2 miejsce
- 2004 - 2 miejsce
- 2005 - ćwierćfinał
- 2006 - faza grupowa
- 2007 - ćwierćfinał
- 2008 - 4 miejsce
- 2009 - ćwierćfinał

## Mistrzostwa Europy
- 2008 - MISTRZOSTWO
- 2009 - MISTRZOSTWO
- 2011

## Euro Beach Soccer League
- 1998 - 4 miejsce
- 1999 - MISTRZOSTWO
- 2000 - MISTRZOSTWO
- 2001 - MISTRZOSTWO
- 2002 - 2 miejsce
- 2003 - MISTRZOSTWO
- 2004 - 5 miejsce
- 2005 - 5 miejsce
- 2006 - MISTRZOSTWO
- 2007 - 4 miejsce
- 2008
- 2009 - 4 miejsce
- 2010
- 2011

## Skład reprezentacji
| Nr. | Pozycja   | Zawodnik        |
| --- | --------- | --------------- |
| 1   | Bramkarz  | Dona            |
| 2   | Obrońca   | Juanma          |
| 3   | Napastnik | Miguel Beiro    |
| 4   | Obrońca   | Diego           |
| 5   | Obrońca   | Cristian Torres |
| 6   | Obrońca   | Nico            |
| 7   | Napastnik | Adam            |
| 8   | Napastnik | Javi Álvarez    |
| 9   | Napastnik | Javier Torres   |
| 10  | Napastnik | Amarelle        |
| 11  | Napastnik | Iván Rumbo      |
| 12  | Bramkarz  | David Revuelta  |